# Округ Медајна (Охајо)
Округ Медајна (енгл. Medina County) је округ у америчкој савезној држави Охајо.

## Демографија
По попису из 2010. године број становника је 172.332, што је 21.237 (14,1%) становника више него 2000. године.
| Група             | 2000.           | 2010.           |
| Белци             | 145.960 (96,6%) | 163.794 (95,0%) |
| Афроамериканци    | 1.323 (0,9%)    | 2.027 (1,2%)    |
| Азијати           | 969 (0,6%)      | 1.660 (1,0%)    |
| Хиспаноамериканци | 1.399 (0,9%)    | 2.747 (1,6%)    |
| Укупно            | 151.095         | 172.332         |